# Helao Nafidi
Helao Nafidi ist eine seit dem 1. September 2003 bestehende namibische Stadt. Sie entstand durch den verwaltungstechnischen Zusammenschluss der Ortschaften Oshikango, Ohangwena, Omafo, Engela und Onhuno in den Wahlkreisen Oshikango, Engela und Ohangwena.
Helao Nafidi hat (Stand 2023) 28.058 Einwohner auf einer Fläche von 69,0625 km² und ist nach dem gleichnamigen Freiheitskämpfer Nabot Helao Nafidi benannt.

## Kommunalpolitik
Bei den Kommunalwahlen 2020 wurde folgende Sitzverteilung erzielt.
| Partei | Sitze |
| ------ | ----- |
| SWAPO  | 5 ▼   |
| IPC    | 2 NEU |
| Gesamt | 7     |